# Führerbunker

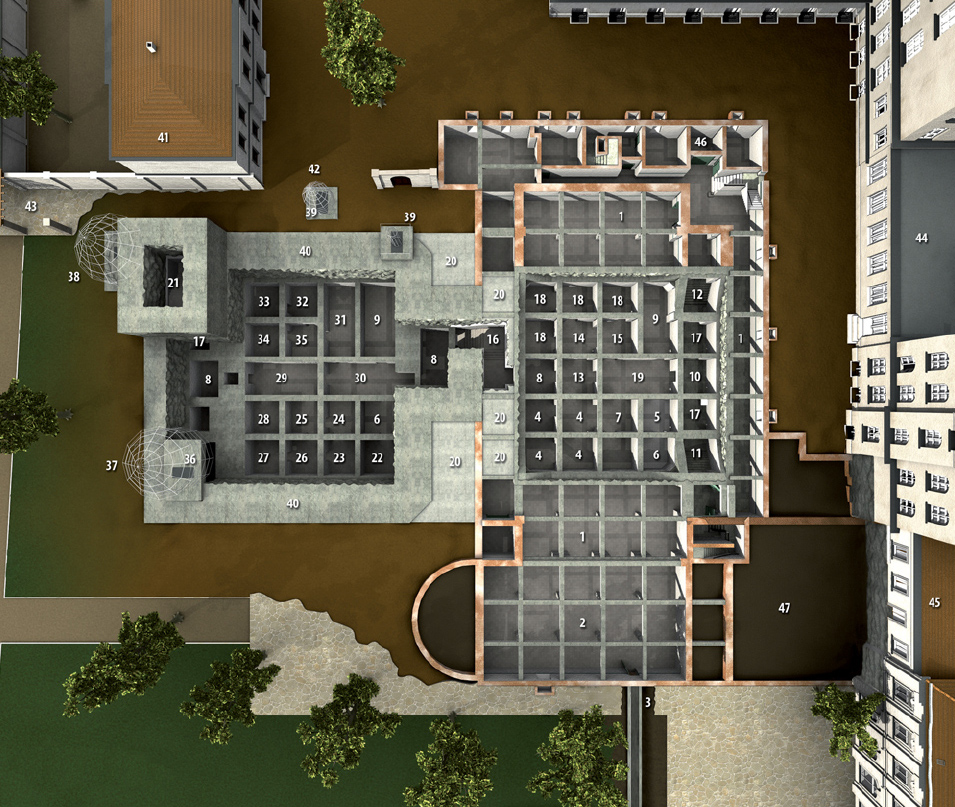
Plànol en 3D del Führerbunker

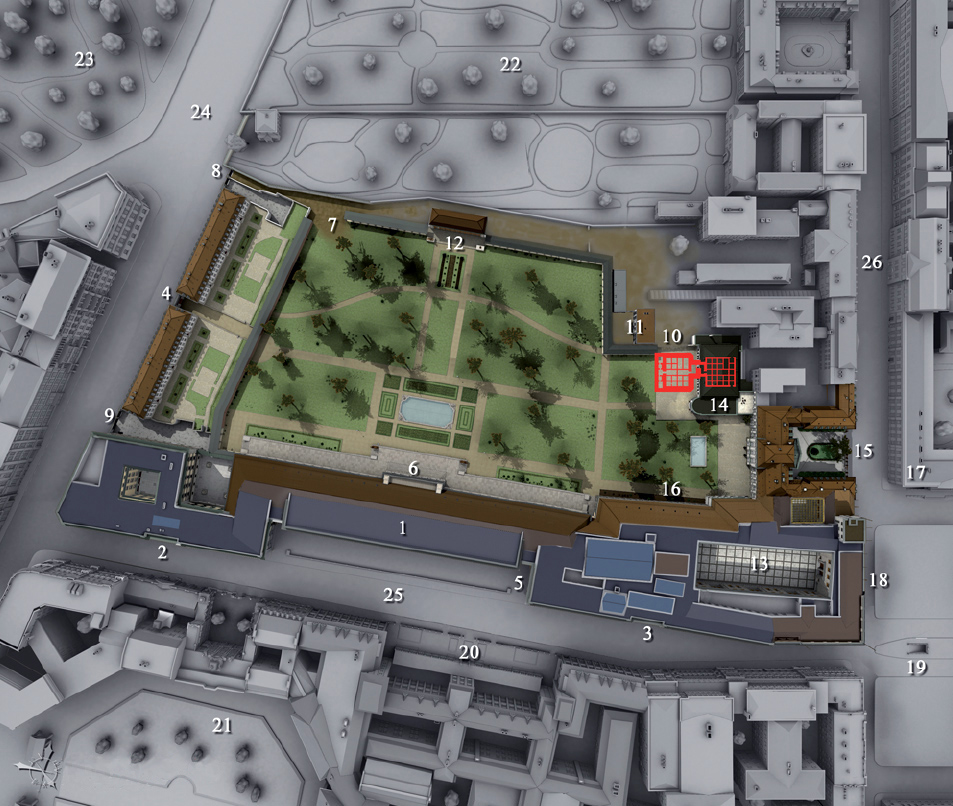
Plànol en 3D de la Cancelleria amb el búnquer

Führerbunker és la denominació que rebia el refugi antiaeri situat al costat de la Cancelleria del Reich, a Berlín, destinat a protegir els alts comandaments de l'Estat i de les forces armades de l'Alemanya nazi durant la Segona Guerra Mundial. Formava part d'un complex de búnquers subterranis construïts en dues fases (1936 i 1944) i fou la darrera de les casernes generals del Führer (Führerhauptquartiere) que va utilitzar Adolf Hitler durant la guerra.
Hitler va traslladar-se al Führerbunker el 16 de gener de 1945. A partir d'aquell moment, l'edifici va esdevenir el centre neuràlgic del règim nazi fins a la fi de la Segona Guerra Mundial a Europa. Hitler i Eva Braun s'hi van casar el 29 d'abril de 1945, tot just 40 hores abans que la parella se suïcidés, també al búnquer.
Després de la guerra, els soviètics van enderrocar tots els edificis de la Cancelleria. El complex subterrani va romandre pràcticament inalterat fins a finals de la dècada dels 1980, malgrat alguns intents de demolició. Les seccions excavades de l'antic complex de búnquers van ser majoritàriament destruïdes durant la reconstrucció d'aquesta zona de Berlín. El lloc va romandre sense senyalització fins al 2006, quan es va instal·lar una petita placa amb un plànol esquemàtic. Alguns passadissos del búnquer encara existeixen; però estan tancats al públic.

## Història
El 1935, els arquitectes Paul Troost i Leonhard Gall van redissenyar l'interior de la Cancelleria del Reich per tal que fos el domicili de Hitler i, entre altres reformes, hi van construir un refugi antiaeri situat a un metre i mig de profunditat conegut com el Vorbunker ("búnquer superior"). Completat el 1936, es va anomenar oficialment "Refugi antiaeri de la Cancelleria del Reich". Com que, a l'inici del conflicte, Hitler no passava gaire temps a Berlín, estava pensat com un refugi temporal.
Tot i això, l'increment de la intensitat dels bombardejos aliats sobre Berlín i la major permanència de Hitler a la capital del Reich van fer evident la necessitat d'una expansió del complex de búnquers per tal que esdevingués un refugi permanent. Per aquest motiu, el 1943 va començar la construcció del Führerbunker, a encara més profunditat que el Vorbunker. Construïda per la constructura Hochtief com part del programa de construcció subterrània iniciat a Berlín el 1940, l'obra es va acabar l'any següent. Els dos búnquers es van connectar a través d'una escala situada en angle recte que permetia tancar els dos espais separadament.
A conseqüència del "considerable avanç" de l'ofensiva soviètica del Vístula-Oder, Hitler va abandonar l'Adlerhorst i es va traslladar al Führerbunker el 16 de gener de 1945, seguit per les persones de la seva màxima confiança, com Martin Bormann. La seva promesa, Eva Braun, i el seu fidel aliat i ministre de propaganda, Joseph Goebbels, s'hi van unir a l'abril, mentre que Magda Goebbels i els seus sis fills residien al Vorbunker. Dues o tres dotzenes més de personal de suport, mèdic i administratiu també es van refugiar amb els jerarques nazis. Entre ells, hi eren les secretàries de Hitler (incloent Traudl Junge), una infermera anomenada Erna Flegel i el sergent Rochus Misch, que era alhora guardaespatlles i operador de centraleta telefònica.
Inicialment, Hitler seguia fent servir l'ala de la Cancelleria del Reich que no havia patit danys pels bombardejos. Així doncs, mentre va ser possible, mantenia les seves conferències militars de la tarda al seu despatx. Posteriorment, prenia el te amb les seves secretàries i, llavors, baixava al búnquer per passar-hi la nit. Després de diverses setmanes amb aquesta rutina, Hitler només sortia del búnquer per a passejar breument el seu gos Blondi pels jardins de la cancelleria. El búnquer era molt ple de gent, l'atmosfera era molt densa i els atacs aeris ja eren diaris. Hitler preferia quedar-se al nivell inferior, més tranquil i on podia dormir. Les conferències solien ser nocturnes, sovint allargant-se fins a les 5 de la matinada.
Segons relats dels supervivents, Adolf Hitler, després de tenir coneixement que les forces armades que havien d'alliberar Berlín s'havia rendit als russos, va ordenar trucar a un funcionari judicial per d'oficialitzar el seu casament amb Eva Braun, després d'això es va suïcidar al costat a la seva ja dona. Pel que sembla les seves restes i els de la seva esposa van ser tretes al jardí de la Cancelleria i se'ls va calar foc per evitar que els russos poguessin apropiar-se'n. El búnquer va ser pres per les forces soviètiques el dia 2 de maig de 1945. Després de la guerra, les seves restes van romandre oblidades durant anys i semienterrades en una illa urbana erma adjacent a on va existir el Reichstag, i els del antebúnker demolits per les autoritats de l'Alemanya de l'Est, almenys parcialment, l'any 1988 per construir-hi apartaments al damunt.
El maig de 1995, el Parlament regional de Berlín va decidir clausurar el Führerbunker per a construir nous habitatges, rebutjant la proposta del partit d'Aliança 90/Els Verds que demanava la permanència del lloc com a monument històric, tot i que és possible que les habitacions de l'última planta, la més profunda, continuïn intactes, encara protegides pels 3 metres de formigó del sostre. El búnquer o el que en queda (penúltim i últim nivell) es troba sota una plaça i s'ha testejat la seva ubicació amb ones sòniques.

## Característiques
El Führerbunker fou construït a més profunditat que el Vorbunker i amb molt més reforç. Així doncs, era a uns 8,5 metres sota el jardí de l'antiga Cancelleria del Reich i 120 metres al nord del nou edifici de la Cancelleria del Reich a Voßstraße 6. A més de ser més profund sota terra, el seu sostre estava fet de formigó i tenia gairebé 3 m de gruix. Unes 30 habitacions petites estaven protegides per aproximadament 4 m de formigó; les sortides donaven als edificis principals i hi havia una sortida d'emergència cap al jardí.
Les cambres de Hitler es trobaven en aquesta secció més nova i profunda que, al febrer de 1945, es va decorar amb mobles d'alta qualitat extrets de la Cancelleria i amb diverses pintures a l'oli. Després de baixar les escales a la part inferior i passar per la porta d'acer, hi havia un llarg passadís amb una sèrie d'habitacions a cada costat: a la dreta hi havia els generadors, sales de ventilació i la centraleta telefònica i, a l'esquerra, hi havia el dormitori d'Eva Braun i una avantcambra (també coneguda com la sala d'estar de Hitler) que conduïa a l'estudi. A la paret penjava un gran retrat de Frederic el Gran, un dels herois de Hitler. Una porta donava pas a l'habitació de Hitler, modestament moblada. Al costat hi havia la sala de conferències/mapes (també coneguda com a sala de reunions/situació) que tenia una porta que donava a la sala d'espera.
Com que la construcció es trobava sota el mantell freàtic, calia que unes bombes d'aigua funcionessin contínuament per a evacuar l'aigua. Per aquest motiu, l'ambient dins del refugi (que ja de per si era molt espartà seguint les directrius de Hitler) es trobava enrarit, acústicament parlant, ja que també disposava d'un generador dièsel que proporcionava electricitat. Els sistemes de comunicacions incloïen un télex, una centraleta telefònica i un equip de ràdio de l'exèrcit amb una antena exterior. A mesura que, al final de la guerra, les condicions es van deteriorar, Hitler rebia gran part de les notícies sobre la guerra de les emissions de ràdio de la BBC i per missatgeria. L'accés al búnquer estava molt controlat i no es permetia que ningú hi accedís armat. La ventilació també estava molt protegida, ja que es temia que un atac amb gasos pogués afectar els ocupants, de manera que existien portes hermètiques que protegien contra aquest tipus d'atac químic.